# Дафэн
Дафэ́н (кит. упр. 大丰, пиньинь Dàfēng) — район городского подчинения городского округа Яньчэн провинции Цзянсу (КНР). Название района происходит от названий посёлков Дачжун и Синьфэн.

## История
Во время Второй мировой войны эти находившиеся в японском тылу земли были взяты под контроль партизанами-коммунистами из Новой 4-й армии, которые стали создавать собственные административные структуры. В 1942 году северная часть уезда Дунтай была выделена в новый уезд Тайбэй (台北县). В 1944 году он был опять присоединён к уезду Дунтай, но в 1945 году создан вновь.
В 1949 году был образован Специальный район Яньчэн (盐城专区), и уезд вошёл в его состав.
В 1951 году в связи с тем, что на Тайване имелся уезд с точно таким же названием, уезд Тайбэй был переименован в уезд Дафэн (大丰县).
В 1970 году Специальный район Яньчэн был переименован в Округ Яньчэн (盐城地区).
В 1983 году Округ Яньчэн был преобразован в городской округ Яньчэн.
В 1996 году уезд Дафэн был преобразован в городской уезд.
В 2015 году городской уезд Дафэн был преобразован в район городского подчинения.

## Административное деление
Район делится на 12 посёлков.